# Brétigny (Eure)
Ne doit pas être confondu avec Brétigny (Oise) ou Bretigny.
Pour les articles homonymes, voir Brétigny.
Brétigny est une commune française située dans le département de l'Eure, en région Normandie.

## Géographie

### Localisation
Brétigny est un petit village normand d'environ 150 habitants, près de Brionne, à environ 15 km de Bernay, à 45 min de Rouen et à 1 h 45 de Paris.
|                     | Livet-sur-Authou        |                         |
| Neuville-sur-Authou | Brétigny                | Saint-Pierre-de-Salerne |
|                     | Saint-Pierre-de-Salerne |                         |

### Hydrographie
La commune est située dans le bassin Seine-Normandie. Elle n'est drainée par aucun cours d'eau,.

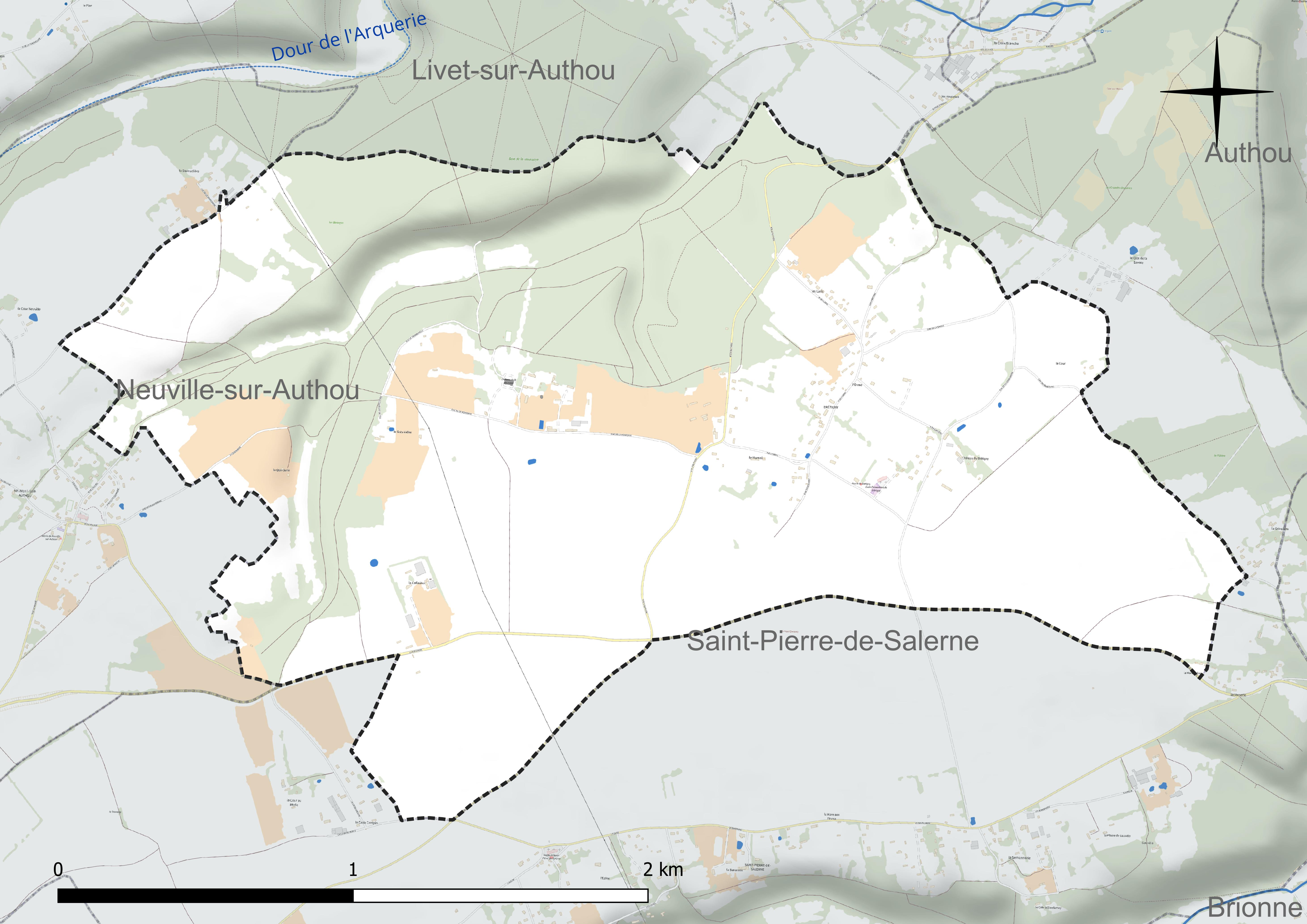
Réseau hydrographique de Brétigny.

### Climat
Pour des articles plus généraux, voir Climat de la Normandie et Climat de l'Eure.
En 2010, le climat de la commune est de type climat océanique dégradé des plaines du Centre et du Nord, selon une étude du CNRS s'appuyant sur une série de données couvrant la période 1971-2000. En 2020, Météo-France publie une typologie des climats de la France métropolitaine dans laquelle la commune est exposée à un climat océanique et est dans la région climatique  Côtes de la Manche orientale, caractérisée par un faible ensoleillement (1 550 h/an) ; forte humidité de l’air (plus de 20 h/jour avec humidité relative > 80 % en hiver), vents forts fréquents. Parallèlement le GIEC normand, un groupe régional d’experts sur le climat, différencie quant à lui, dans une étude de 2020, trois grands types de climats pour la région Normandie, nuancés à une échelle plus fine par les facteurs géographiques locaux. La commune est, selon ce zonage, exposée à un « climat contrasté des collines », correspondant au Pays d’Auge, Lieuvin et Roumois, moins directement soumis aux flux océaniques et connaissant toutefois des précipitations assez marquées en raison des reliefs collinaires qui favorisent leur formation.
Pour la période 1971-2000, la température annuelle moyenne est de 10,4 °C, avec  une amplitude thermique annuelle de 13,3 °C. Le cumul annuel moyen de précipitations est de 763 mm, avec 12,5 jours de précipitations en janvier et 8,7 jours en juillet. Pour la période 1991-2020, la température moyenne annuelle observée sur la station météorologique la plus proche, située sur la commune de Brionne à 4 km à vol d'oiseau, est de 11,5 °C et le cumul annuel moyen de précipitations est de 791,7 mm,. Pour l'avenir, les paramètres climatiques de la commune estimés pour 2050 selon différents scénarios d’émission de gaz à effet de serre sont consultables sur un site dédié publié par Météo-France en novembre 2022.

## Urbanisme

### Typologie
Au 1er janvier 2024, Brétigny est catégorisée commune rurale à habitat dispersé, selon la nouvelle grille communale de densité à 7 niveaux définie par l'Insee en 2022.
Elle est située hors unité urbaine et hors attraction des villes,.

### Occupation des sols
L'occupation des sols de la commune, telle qu'elle ressort de la base de données européenne d’occupation biophysique des sols Corine Land Cover (CLC), est marquée par l'importance des territoires agricoles (70,8 % en 2018), une proportion identique à celle de 1990 (70,8 %). La répartition détaillée en 2018 est la suivante : 
terres arables (42 %), forêts (29,2 %), prairies (23,3 %), zones agricoles hétérogènes (5,4 %). L'évolution de l’occupation des sols de la commune et de ses infrastructures peut être observée sur les différentes représentations cartographiques du territoire : la carte de Cassini (XVIIIe siècle), la carte d'état-major (1820-1866) et les cartes ou photos aériennes de l'IGN pour la période actuelle (1950 à aujourd'hui).

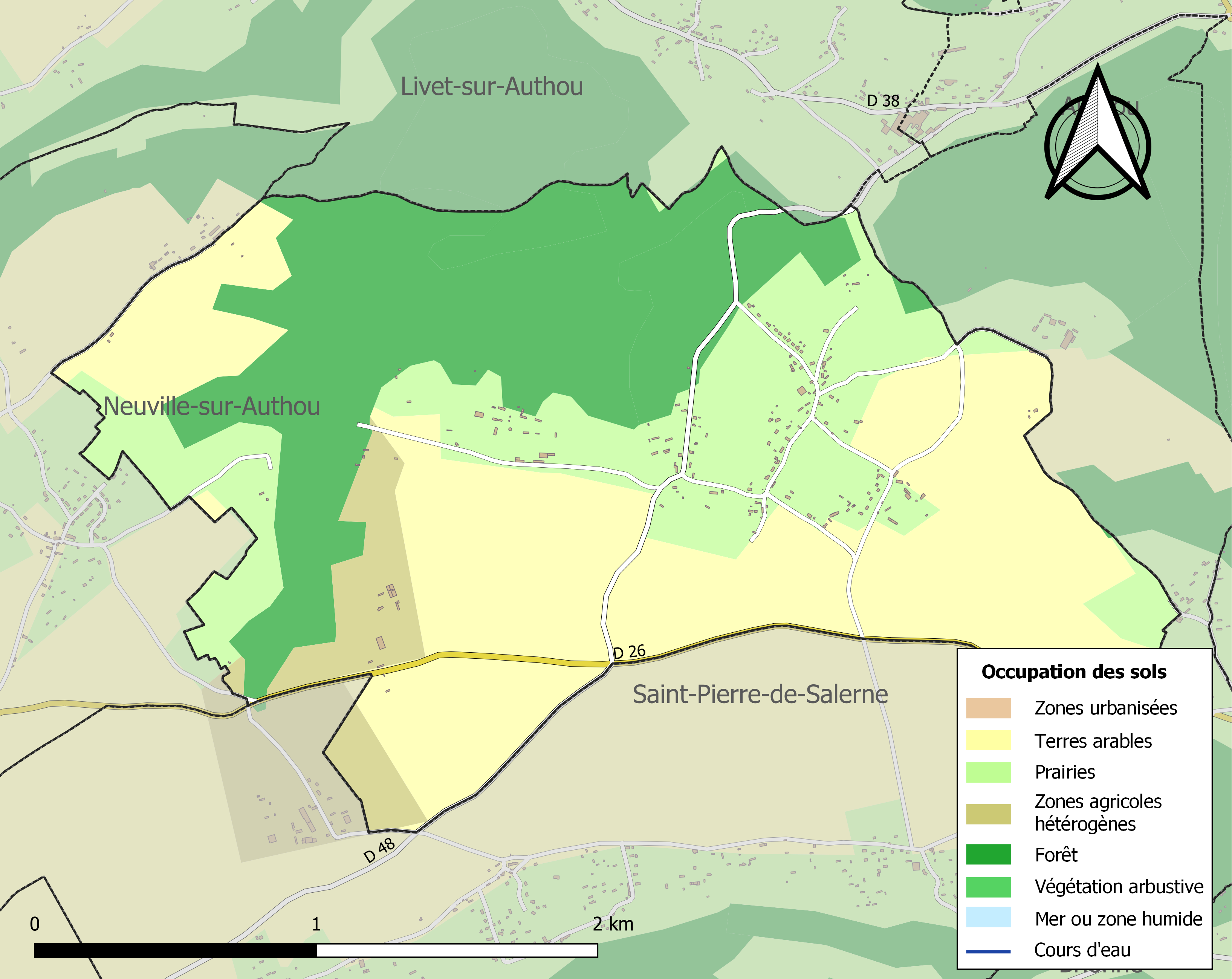
Carte des infrastructures et de l'occupation des sols de la commune en 2018 (CLC).

## Toponymie
Le nom de la localité est attesté sous les formes Bretenis entre 1152 et 1168, Brethenis en 1413.

## Politique et administration
| Période                                  | Période  | Identité                     | Étiquette | Qualité |
| ---------------------------------------- | -------- | ---------------------------- | --------- | --- |
| avant 1981                               | ?        | Marcel Join-Lambert          |           | |
| mars 2001                                | En cours | Marie-Christine Join-Lambert | UMP-LR    | Agricultrice, chevalier de la Légion d'honneur , au titre de sa fonction de vice-présidente du conseil départemental de l'Eure |
| Les données manquantes sont à compléter. |          |                              |           | |

## Démographie
L'évolution du nombre d'habitants est connue à travers les recensements de la population effectués dans la commune depuis 1793. Pour les communes de moins de 10 000 habitants, une enquête de recensement portant sur toute la population est réalisée tous les cinq ans, les populations de référence des années intermédiaires étant quant à elles estimées par interpolation ou extrapolation. Pour la commune, le premier recensement exhaustif entrant dans le cadre du nouveau dispositif a été réalisé en 2005.

En 2022, la commune comptait 142 habitants, en évolution de +2,16 % par rapport à 2016 (Eure : −0,25 %, France hors Mayotte : +2,11 %).
| 1793 | 1800 | 1806 | 1821 | 1831 | 1836 | 1841 | 1846 | 1851 |
| ---- | ---- | ---- | ---- | ---- | ---- | ---- | ---- | ---- |
| 294  | 284  | 337  | 375  | 345  | 346  | 351  | 300  | 283  |

| 1856 | 1861 | 1866 | 1872 | 1876 | 1881 | 1886 | 1891 | 1896 |
| ---- | ---- | ---- | ---- | ---- | ---- | ---- | ---- | ---- |
| 310  | 274  | 266  | 240  | 224  | 195  | 223  | 206  | 202  |

| 1901 | 1906 | 1911 | 1921 | 1926 | 1931 | 1936 | 1946 | 1954 |
| ---- | ---- | ---- | ---- | ---- | ---- | ---- | ---- | ---- |
| 186  | 190  | 177  | 103  | 143  | 156  | 153  | 117  | 159  |

| 1962 | 1968 | 1975 | 1982 | 1990 | 1999 | 2005 | 2006 | 2010 |
| ---- | ---- | ---- | ---- | ---- | ---- | ---- | ---- | ---- |
| 140  | 130  | 126  | 128  | 174  | 159  | 170  | 175  | 168  |

| 2015 | 2020 | 2022 | - | - | - | - | - | - |
| ---- | ---- | ---- | - | - | - | - | - | - |
| 144  | 141  | 142  | - | - | - | - | - | - |

## Culture locale et patrimoine

### Lieux et monuments

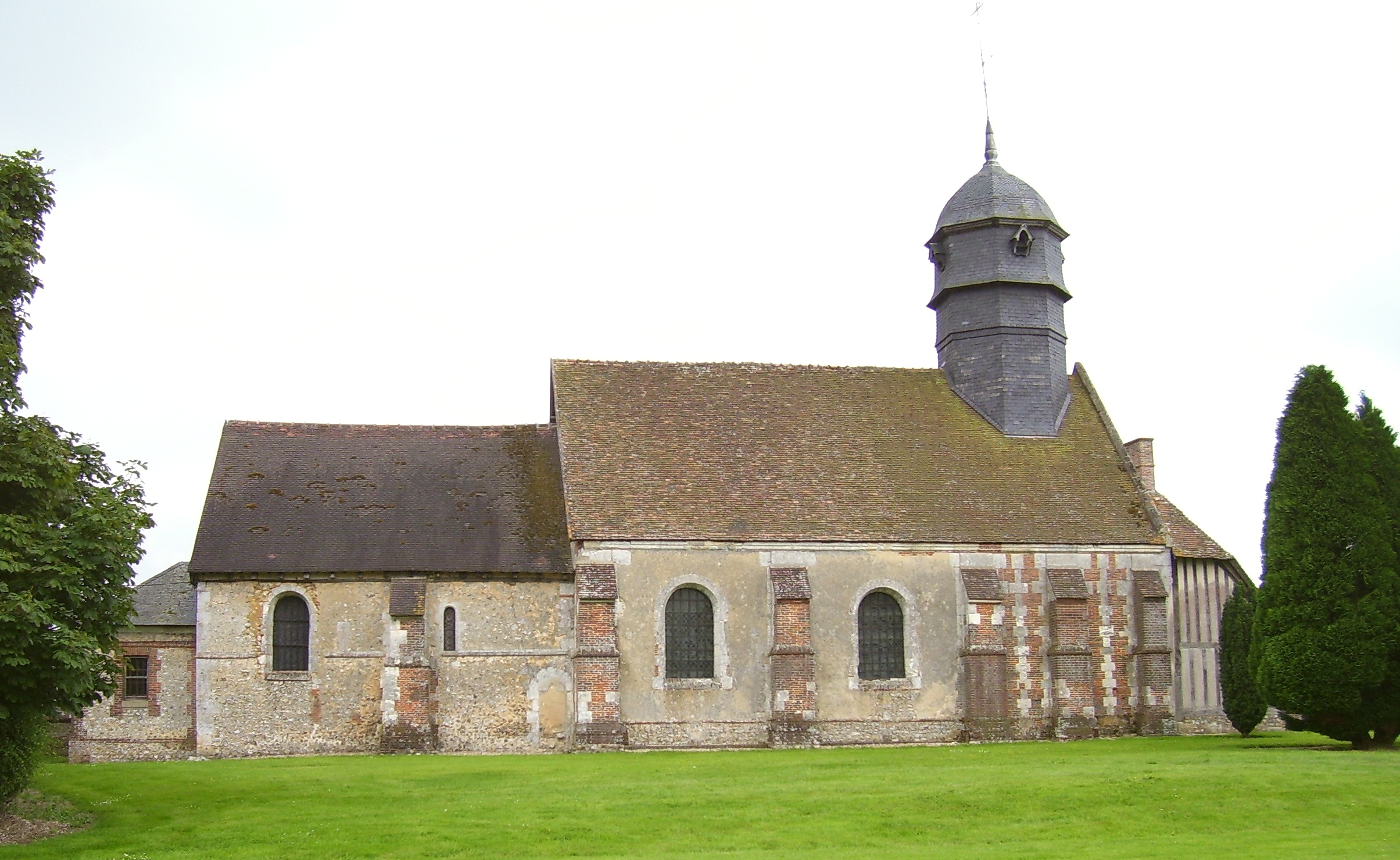
L'église Saint-Cyr-Sainte-Julitte.

La commune de Brétigny compte un édifice inscrit au titre des monuments historiques :
- l'église Saint-Cyr-et-Sainte-Julitte (XIIe, XVIe et XVIIe)  Inscrit MH (1996)[22]. Cette église doit son nom à Cyr de Tarse et à sa mère Juliette de Césarée, deux martyrs chrétiens du IVe siècle. « De plan rectangulaire, elle comprend une nef précédée d'un porche et d'une chambre de charité ainsi qu'un chœur à chevet plat prolongé par une sacristie. [...] L'intérieur présente une charpente lambrissée, des murs enduits et un retable central ». Des remaniements du monument ont été faits aux XVIIe et XVIIIe siècles et des campagnes de restauration ont été entreprises à la fin du XIXe siècle[22]. Une litre funéraire aux armes de Louis-Charles de Lorraine ceint l'intérieur de l'église[23].

Autre édifice :
- le manoir de la Houssaye.

### Patrimoine naturel

#### ZNIEFF de type 1
- Le bois de la Houssaye[24].

#### ZNIEFF de type 2
- La vallée de la Risle de Brionne à Pont-Audemer, la forêt de Montfort[25].